# Xenotilapia
Xenotilapia – rodzaj słodkowodnych ryb okoniokształtnych z rodziny pielęgnicowatych (Cichlidae).

## Występowanie
Gatunki endemiczne jeziora Tanganika w Afryce Wschodniej.

## Klasyfikacja
Gatunki zaliczane do tego rodzaju:
| - Xenotilapia albini - Xenotilapia bathyphila - Xenotilapia boulengeri - Xenotilapia burtoni - Xenotilapia caudofasciata - Xenotilapia flavipinnis - Xenotilapia leptura - Xenotilapia longispinis - Xenotilapia melanogenys - Xenotilapia melanogenys | - Xenotilapia nasus - Xenotilapia nigrolabiata - Xenotilapia ochrogenys - Xenotilapia ornatipinnis - Xenotilapia papilio - Xenotilapia rotundiventralis - Xenotilapia sima - Xenotilapia spiloptera - Xenotilapia tenuidentata |

Gatunkiem typowym rodzaju jest Xenotilapia sima.